# Rave, eclissi
| Recensione       | Giudizio |
| ---------------- | -------- |
| All Music Italia | 8/10     |
| Ondarock         | 4/10     |
| Newsic           | 6,90/10  |
| Rockol           | 6/10     |

Rave, eclissi è il secondo album in studio del cantautore italiano Tananai, pubblicato il 25 novembre 2022.

## Descrizione
Riguardo all'album, durante un'intervista promozionale Tananai ha raccontato:

## Tracce
Testi e musiche di Alberto Cotta Ramusino ed Enrico Wolfgang Leonardo Cavion, eccetto dove indicato.
1. Abissale – 3:22
2. Quelli come noi – 3:23 (Alberto Cotta Ramusino, Davide Petrella, Davide Simonetta)
3. Piccola gabber – 2:21
4. Nera salsa di soia – 3:00 (Alberto Cotta Ramusino, Davide Simonetta, Enrico Wolfgang Leonardo Cavion, Paolo Antonacci)
5. Campo minato (feat. Ariete) – 3:15 (Alberto Cotta Ramusino, Anna Cacopardo, Arianna Del Giaccio, Edoardo Wolfgang Leonardo Cavion)
6. Serie A – 2:50 (Alberto Cotta Ramusino, Davide Simonetta, Paolo Antonacci)
7. Gli anni migliori – 2:53
8. Baby Goddamn – 2:29 (Alberto Cotta Ramusino, Enrico Wolfgang Leonardo Cavion, Ghevdet Driza)
9. Rave, eclissi – 2:57 (testo: Alberto Cotta Ramusino – musica: Davide Simonetta)
10. Sesso occasionale – 3:15 (Alberto Cotta Ramusino, Alessandro Raina, Davide Simonetta, Paolo Antonacci)
11. Maleducazione – 2:33
12. Esagerata – 3:18 (testo: Alberto Cotta Ramusino, Paolo Antonacci – musica: Davide Simonetta)
13. Tre quarti – 3:18 (Alberto Cotta Ramusino, Davide Simonetta, Paolo Antonacci)
14. Pasta – 2:09 (Alberto Cotta Ramusino)
15. Fottimi – 3:04

Traccia bonus della riedizione del 2023
1. Tango – 3:29 (Alberto Cotta Ramusino, Paolo Antonacci, Davide Simonetta, Alessandro Raina)

## Classifiche

### Classifiche settimanali
| Classifica (2023) | Posizione massima |
| ----------------- | ----------------- |
| Italia            | 3                 |

### Classifiche di fine anno
| Classifica (2023) | Posizione |
| ----------------- | --------- |
| Italia            | 8         |
| Classifica (2024) | Posizione |
| Italia            | 38        |